# Marquesado de Fuentes
El marquesado de Fuentes es un título nobiliario español creado por el rey Felipe III el 14 de enero de 1603 a favor de Gómez de Fuentes y Guzmán, hijo del IX señor de Fuentes. Su nombre se refiere al municipio andaluz de Fuentes de Andalucía, en la provincia de Sevilla.

## Señores de Fuentes
- Alonso Fernández, I señor de Fuentes;
- Francisco Fernández de Fuentes, II señor de Fuentes;
- Pedro de Fuentes, III señor de Fuentes;
- Gómez de Fuentes, IV señor de Fuentes;
- Pedro de Fuentes, V señor de Fuentes;
- Gómez de Fuentes y Guzmán, VI señor de Fuentes;
- Álvaro de Fuentes y Guzmán, VII señor de Fuentes;
- Gómez de Fuentes, VIII señor de Fuentes;
- Álvaro de Fuentes y Guzmán, IX señor de Fuentes;
- Gómez de Fuentes y Guzmán, X señor de Fuentes y primer marqués.[2]

## Marqueses de Fuentes
- Gómez de Fuentes y Guzmán, I marqués de Fuentes.[2]

Casó con Catalina Enríquez de Tavera, hija de Juan de Saavedra y Tavera, caballero de la Orden de Santiago, y de su esposa Francisca Enríquez de Sandoval-Rojas. Sucedió su hija:
- Francisca de Fuentes y Guzmán, II marquesa de Fuentes.[2]

Casó con Juan Claros de Guzmán y Silva. Le sucedió su hijo:
- Juan Alonso de Guzmán y Fuentes (m. c. 1692), III marqués de Fuentes,[5] IV conde de Saltés,  I conde de Talhara, XII señor de Castilleja de Talhara, presidente del real Consejo de las Órdenes, adelantado mayor de las islas Canarias, caballero de la Orden de Calatrava y comendador de Piedrabuena en la orden.[5]

Casó, en primeras nupcias, con Teresa Pimentel. Contrajo un segundo matrimonio con Beatriz de Fuentes y Guzmán. Casó en terceras nucias, en 1694, con María Josefa Vélez de Guevara y Tassis. Sin descendencia, sucedió:
- Francisco Alonso Fernández de Córdoba y Grimau, IV marqués de Fuentes,[6] III conde de Torralva, II conde de Talhara, III vizconde de las Torres y IX adelantado mayor de las Islas Canarias.[7] Era hijo de Íñigo Fernández de Córdoba, I señor y I conde de Torralva, I vizconde de las Torres, veinticuatro de Jaén, caballero de la Orden de Alcántara y alcalde de Madrid (1649-1650), y de su esposa Blanca Messía Fuentes Guzmán, hija de Fernando Messía de Guzmán, nieta de Gonzalo Messía de Carrillo y de Blanca Fuentes, esta última hija de Álvaro de Fuentes y Guzmán, IX señor de Fuentes y de Talhara, y de Beatriz de Ayala.[8]

Contrajo matrimonio con Isabel Ana de Chaves y Zúñiga, hija de Juan Chaves Chacón de Mendoza y Orozco (m. 1696), conde de Casarrubios del Monte, II conde de Santa Cruz de la Sierra, II vizconde de la Calzada, y de su esposa Ana María de Zúñiga Avellaneda Bazán, XI condesa de Miranda del Castañar, X condesa de La Bañeza, etc. Le sucedió su nieto:
- Manuel Alonso Fernández de Córdoba y Chaves, V marqués de Fuentes,[9] IV conde de Torralva, IV conde de Talhara y V vizconde de las Torres,[9] hijo de José Francisco Narciso Fernández de Córdoba y Chaves, III conde de Talhara, IV vizconde de Torres, fallecido antes que su padre y casado con su prima hermana Ana María de Chaves y Ayala.[9]

Casó en primeras nupcias con María Petronila Pimentel y Álvarez de Toledo (m. 26 de mayo de 1769), hija  de José Francisco Alonso-Pimentel y Zualart, VII marqués de Povar, VI marqués de Malpica, IV conde de Navalmoral, y de Josefa Joaquina Álvarez de Toledo y Palafox, V marquesa de Mancera, grande de España, IV marquesa de Montalbo y V condesa de Gondomar. En segundas nupcias contrajo matrimonio con Antonia Osorio de la Vega. Le sucedió su hija del primer matrimonio:
- María Manuela Fernández de Córdoba Mendoza y Pimentel, VI marquesa de Fuentes,[9] V condesa de Torralva, V condesa de Talhara y VI vizcondesa de Torres,[9]

Casó con de Antonio María Pantoja y Bellvís de Moncada, VIII conde de Torrejón, grande de España, V marqués de Valencina. Sin descendencia, le sucedió su hermana:
- María de los Ángeles Fernández de Córdoba y Pimentel, VII marquesa de Fuentes,[9]  IX marquesa de Mirabel, VI condesa de Torralva, VI condesa de Talhara, VI condesa de Berantevilla y VII vizcondesa de Torres.[10]

Casó con Fernando de Silva y González de Castejón. Sin descendencia, sucedió:
- Fernando Rafael de Cabrera y Pérez de Saavedra (n. Córdoba, 19 de febrero de 1798), VIII marqués de Fuentes,[12] VIII marqués de Mota de Trejo, VIII marqués de Villaseca, VII conde de Villanueva de Cárdenas, VII conde de Talhara, VI conde de Jarosa, VIII marqués de la Rosa y adelantado mayor de las Islas Canarias.[12] Era hijo de Diego de Cabrera y Pérez de Saavedra-Narváez, VII marqués de Villaseca, y de su esposa, María de las Mercedes Pérez de Saavedra-Narváez y Caicedo.[12]

Casó con María del Carmen Bernuy y Aguayo, hija del marqués de Benamejí. Le sucedió su hijo:
- Juan Bautista de Cabrera y Bernuy (Córdoba, 18 de febrero de 1830-15 de octubre de 1871), IX marqués de Fuentes,[12] IX marqués de Villaseca, VIII conde de Villanueva de Cárdenas, VIII conde de Talhara, IX marqués de la Rosa, IX marqués de la Mota de Trejo, VIII marqués de Ontiveros, gentilhombre de cámara de la reina Isabel II y caballero de la Orden de Santiago.[12] Fue un político, miembro del Partido Moderado y diputado a las cortes por el distrito de Posadas en Córdoba (1857-1858 y 1863-1864), y senador vitalicio (1865-1868).

Contrajo matrimonio, siendo su primer marido, con su prima carnal, María del Carmen Pérez de Barradas y Bernuy, sin sucesión. Después de enviudar, María del Carmen contrajo un segundo matrimonio en 1873 con Teobaldo de Saavedra y Cueto, I marqués de Viana de Mondejar. Sucedió, por rehabilitación del título en 1930:
- Alfonso de Martos y Arizcun (Madrid, 24 de julio de 1871-El Plantío, 20 de marzo de 1954), X marqués de Fuentes,[15] VII marqués de Iturbieta, marqués de Valcerrada, VI marqués de Casa Tilly, V conde de Tilly, IV conde de Heredia-Spínola, VII vizconde de Ugena.[16] Era hijo de Luis de Martos y Potestad (Cartagena, 1 de octubre de 1825-Madrid, julio de 1892), teniente coronel de infantería, diputado a Cortes por Tudela, alcalde y gobernador civil de Madrid, gran cruz de Carlos III, y de María de las Angustias de Arizcun y Heredia, III condesa de Heredia-Spínola, grande de España, IV condesa de Tilly y VI marquesa de Iturbieta.[17] Fue político, miembro del Partido Conservador, diputado a Cortes por Murcia (1903-1905), senador vitalicio a partir de 1906 y concejal del ayuntamiento de Madrid, así como gentilhombre de cámara del rey Alfonso XIII, caballero de la Orden de Calatrava, gran cruz de Carlos III y de San Gregorio Magno.

Contrajo matrimonio en 1900 con Carmen de Zabalburu y Mazarredo, hija de Francisco Zabalburu y Besabe, senador vitalicio, y de María del Pilar de Mazarredo y Tamarit. Le sucedió su hijo:
- Francisco Martos y Zabalburu (Madrid, 26 de junio de 1902-Madrid, 29 de agosto de 1936), XI marqués de Fuentes, caballero de la Orden de Calatrava, gentilhombre de cámara con ejercicio.[18] Le sucedió, su hermana:

- María del Carmen Martos y Zabalburu (Madrid, 2 de febrero de 1901-Madrid, 4 de octubre de 1998), XII marquesa de Fuentes:[19]

Sucedió en 1964, por sentencia judicial:
- Francisco Clerc de Lasalle y Cabrera, XIII marqués de Fuentes.[19][20]

Le sucedió su hija:
- María Isabel Clerc de Lasalle y Watson, XIV marquesa de Fuentes.[21]